# Clémence Michel
Clémence Michel (Charleroi, 17 november 1849 - Jette, 16 oktober 1925) was een Belgische kunstenares. Haar werken kenmerken zich door hun (monochroom) kleurgebruik, hun vrije en vage stijl en hun slimme compositie.
Ze staat bekend om haar geschilderde zeegezichten, landschappen, boerderijen en interieurs. Ze blonk uit in het weergeven van de onrust van de zee met behulp van dikke en levendige penseelstreken. Clémence Michel maakte ook verschillende schilderijen van het Kattendijkdok in de haven van Antwerpen.

## Biografie
Clémence Michel was dochter van Maximilien Joseph Michel, ingenieur, en Cécile Denys. Ze trouwde op 14 september 1878 in Schaarbeek met symbolistisch kunstschilder Antoine Lacroix (Waver, 1845 - Schaarbeek, 1896), wiens leerlinge ze ook was.
Ze werkte in Brussel, met name in Schaarbeek, waar ze een atelier had in de Vleugelsstraat nr. 58. Ze was actief in enkele kunstenaarsverenigingen: ze was lid van L’Essor en stichtend lid van Pour l'Art.

## Oeuvre
Haar oeuvre omvat onder andere de volgende schilderijen:
- Kattendijkdok in Antwerpen;[2][3][10][11][12]
- La Route;[2][3]
- La Traite;[13][14]
- Femme mangeant dans la salle à manger du Musée Speekaert (1916);[15][16]
- Homme lisant dans le salon du Musée Speekaert (1916);[17][7]
- Havenzicht;[18]
- Bassin de Kattendijck à Anvers;[5]
- Ancienne église Saint-Servais (1905);[19][20][6]
- Ancien château vert;[8]
- Bois de sapins;[21]
- Port de pêche à marée basse;[22]
- Charleroi - Le Pays de Liège;[22]
- Jeunes filles dans la cour de France;[22]
- Vue de ferme.[23]

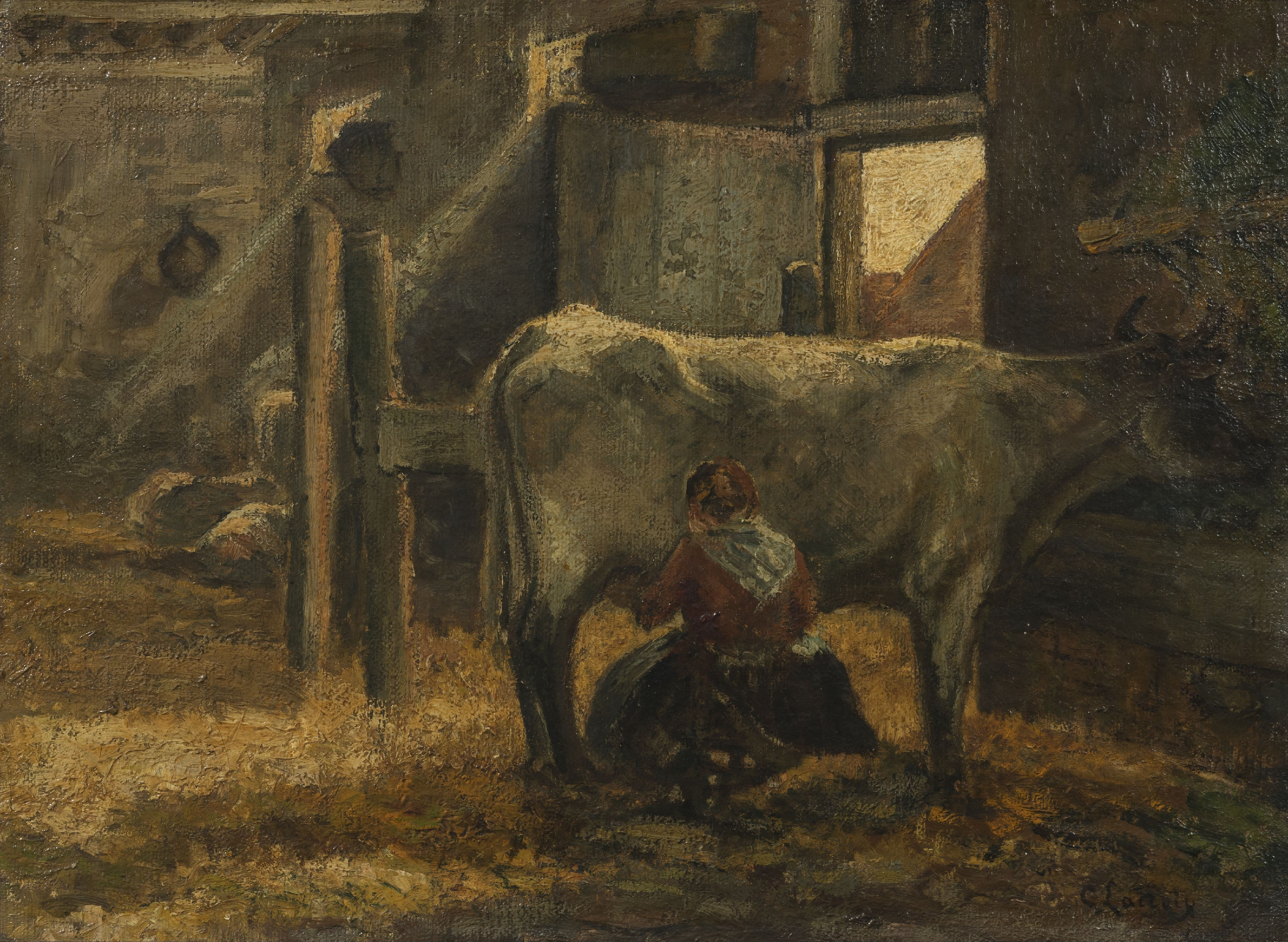
La Traite (Clémence Michel, collectie: Gemeente Sint-Gillis, fotograaf: Barbara Felgenhauer (KIK-IRPA))
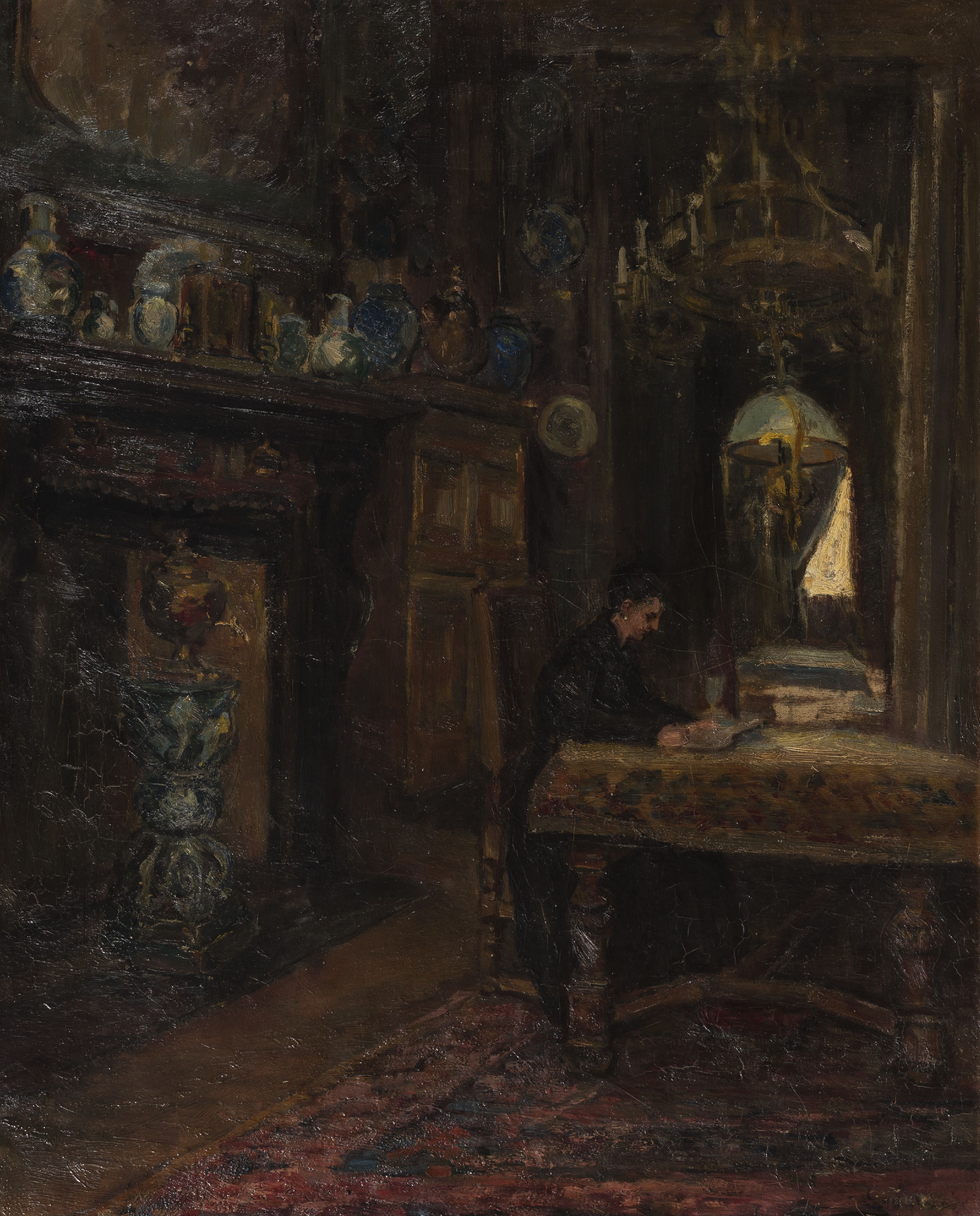
Femme mangeant dans la salle à manger du Musée Speekaert (Clémence Michel, 1916, collectie: Gemeente Sint-Gillis, fotograaf: Barbara Felgenhauer (KIK-IRPA))
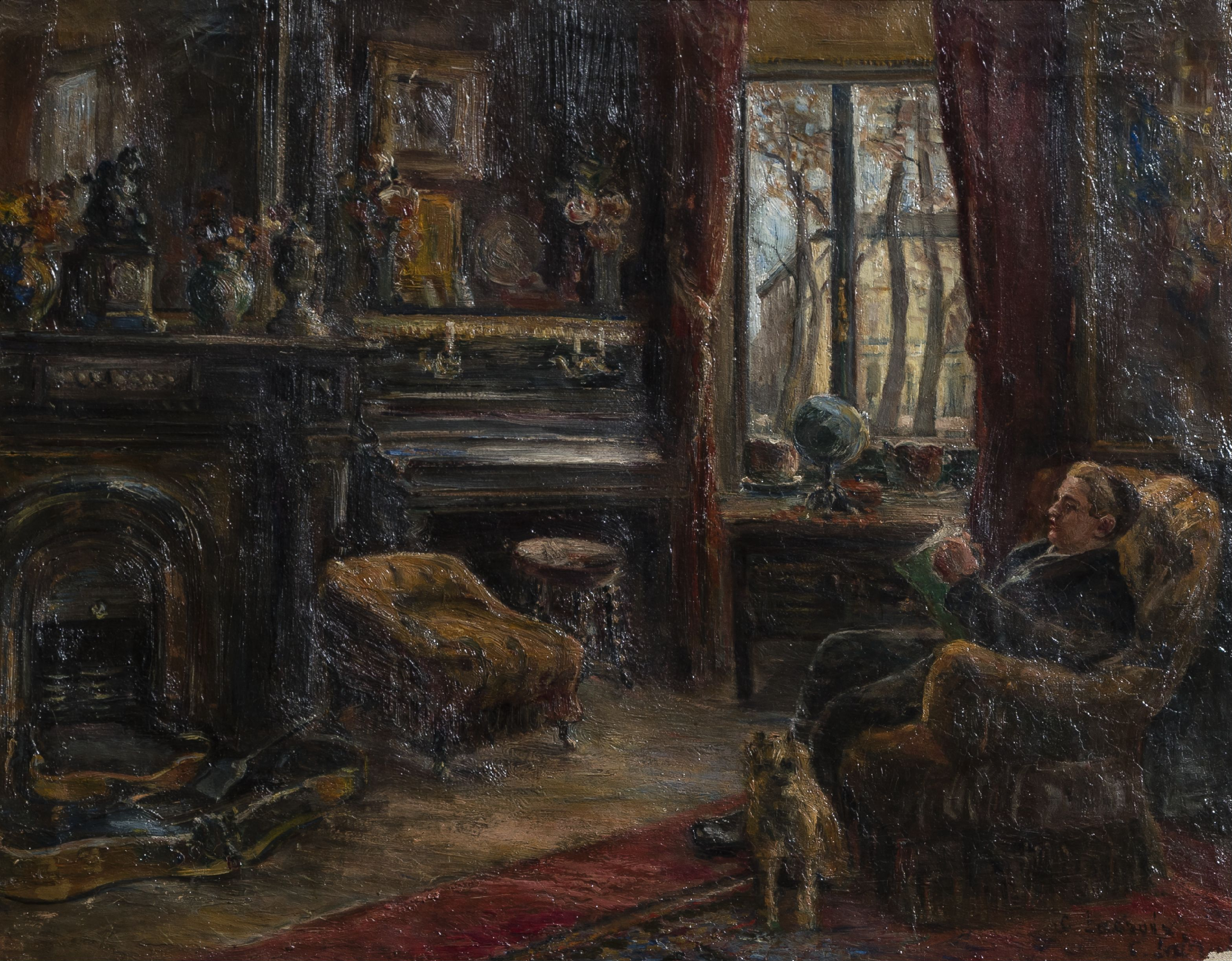
Homme lisant dans le salon du Musée Speekaert (Clémence Michel, 1916, collectie: Gemeente Sint-Gillis, fotograaf: Barbara Felgenhauer (KIK-IRPA))
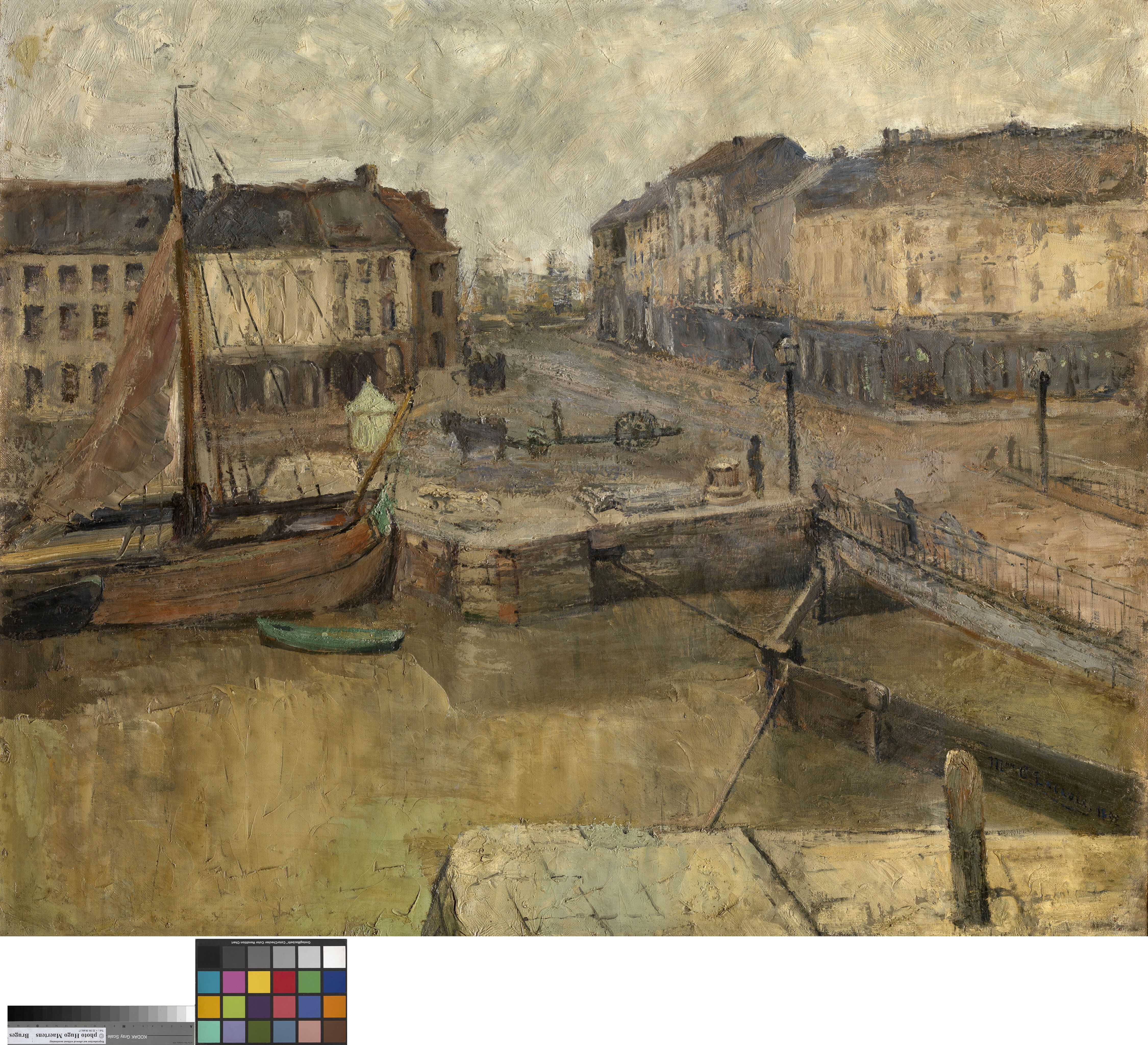
Kattendijkdok in Antwerpen (Clémence Michel, collectie: KMSKA, fotograaf: Hugo Maertens)
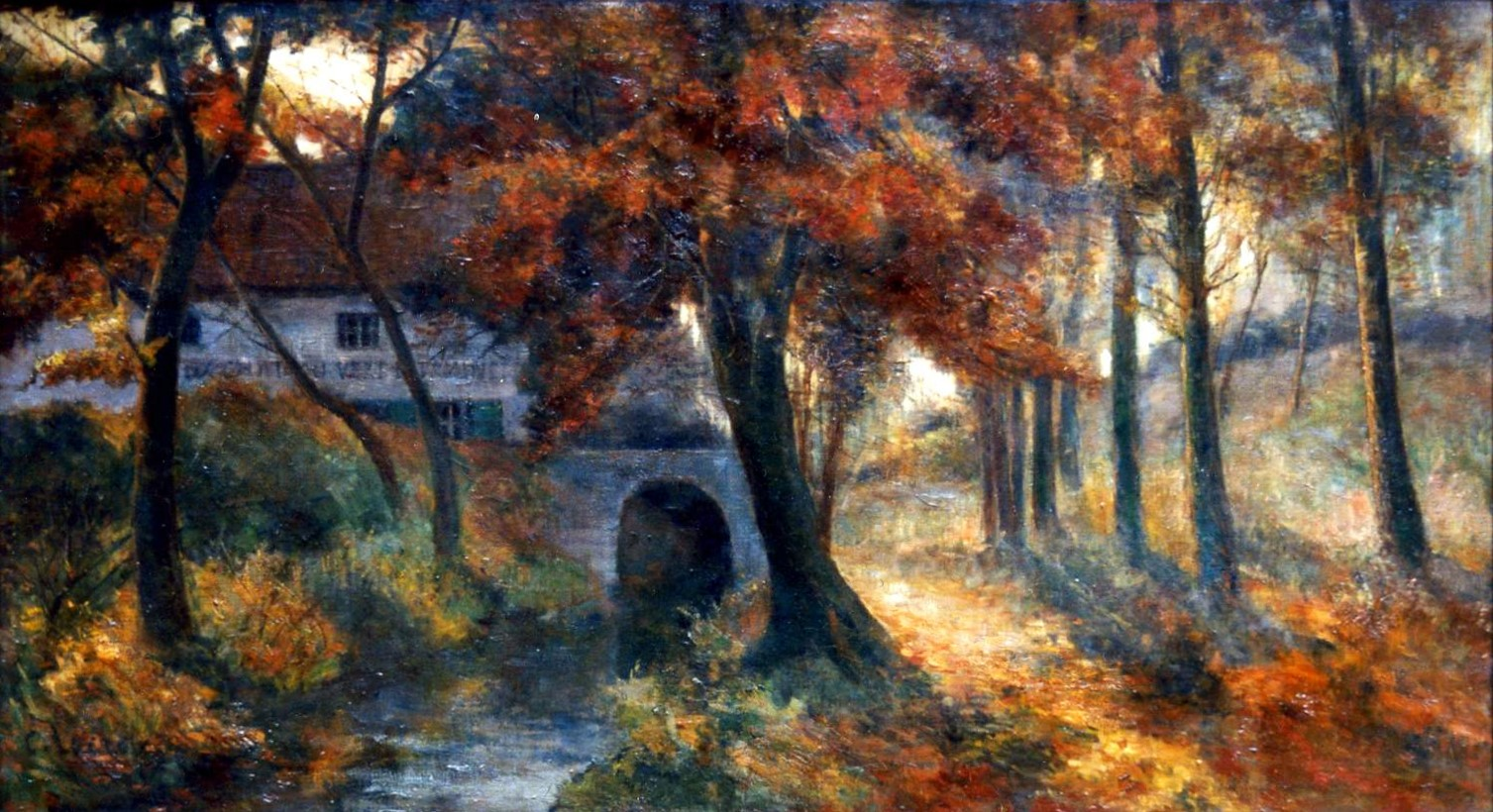
Ancien château vert (Clémence Michel, collectie: Gemeente Schaarbeek)
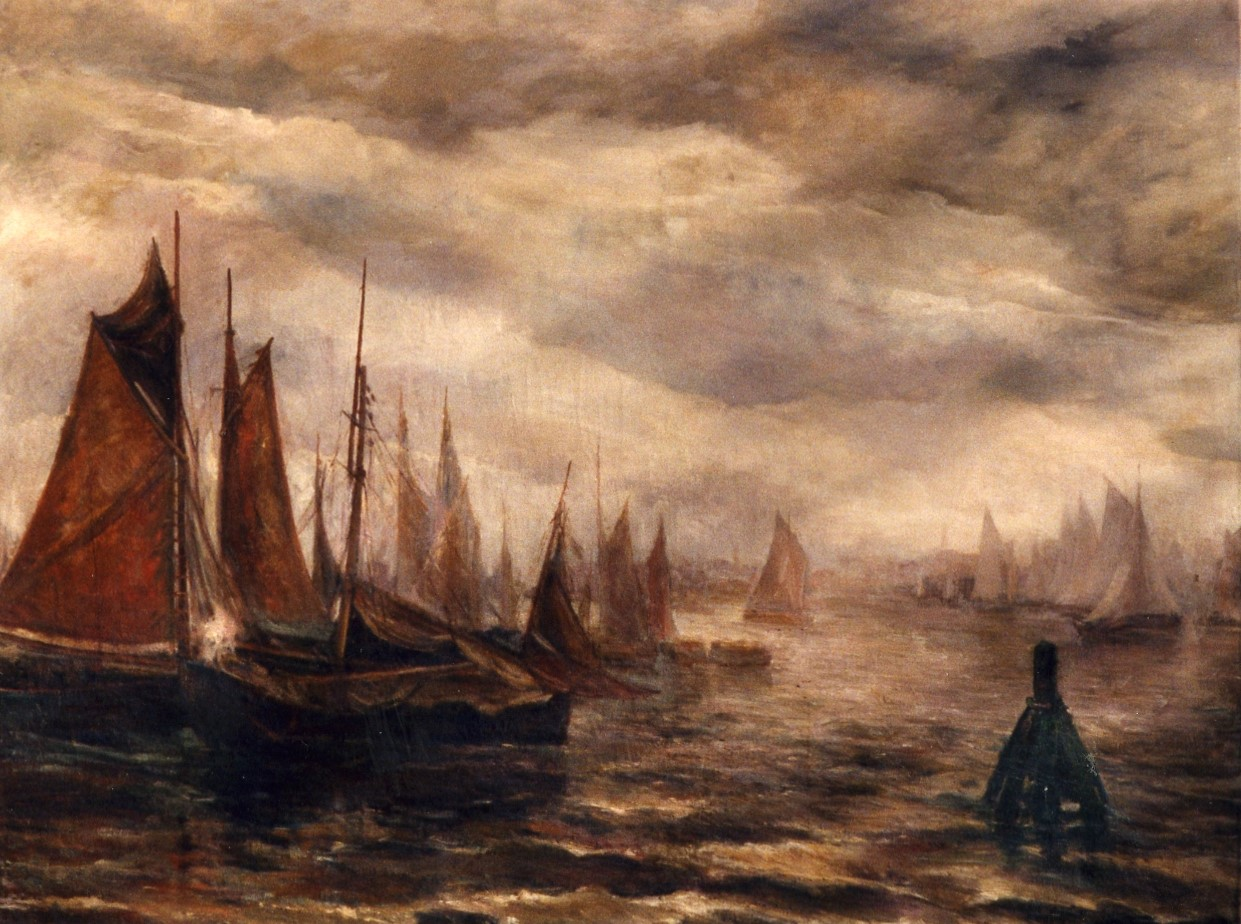
Bassin de Kattendijck à Anvers (Clémence Michel, collectie: Gemeente Schaarbeek)
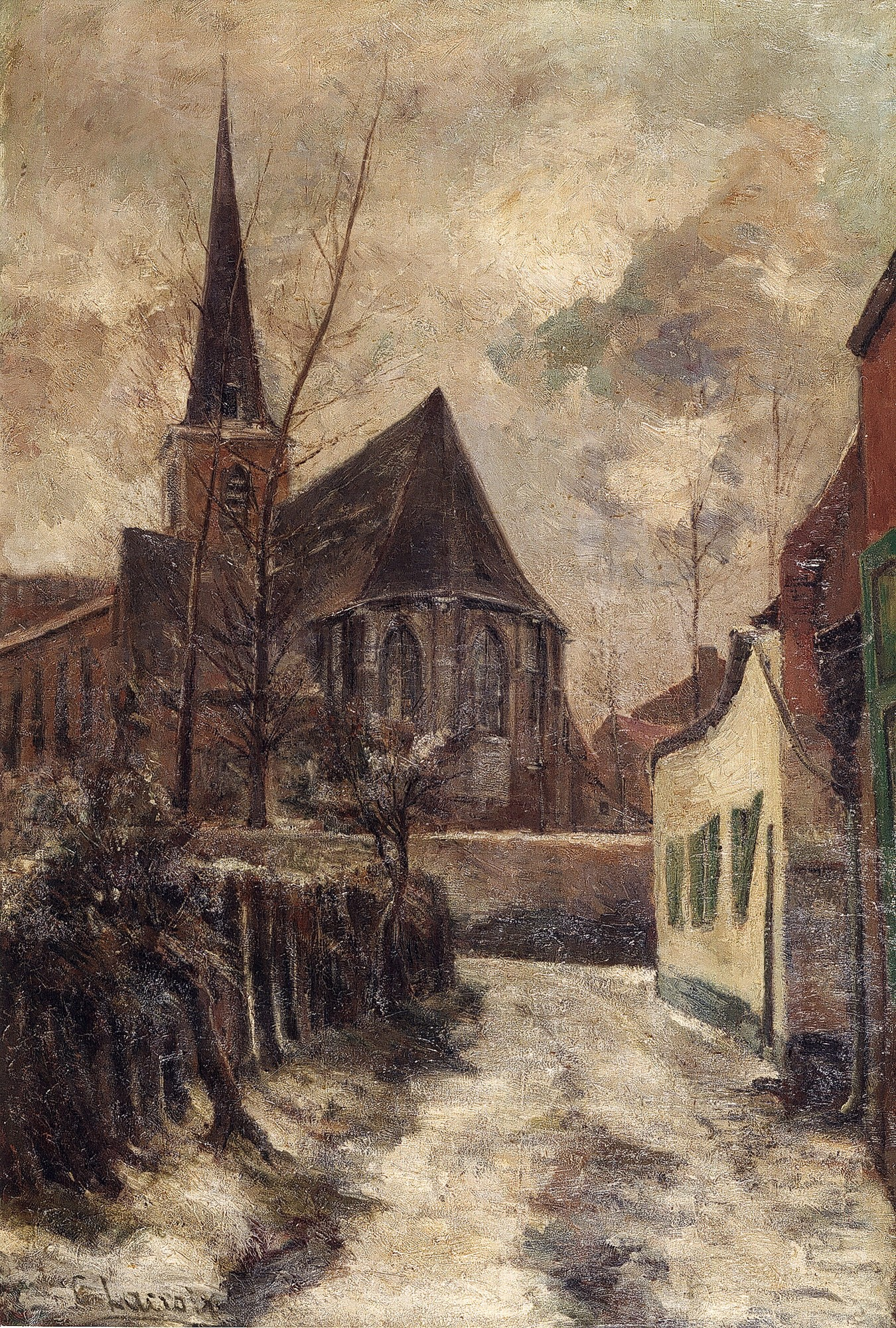
Ancienne église Saint-Servais (Clémence Michel, 1905, collectie: Gemeente Schaarbeek)
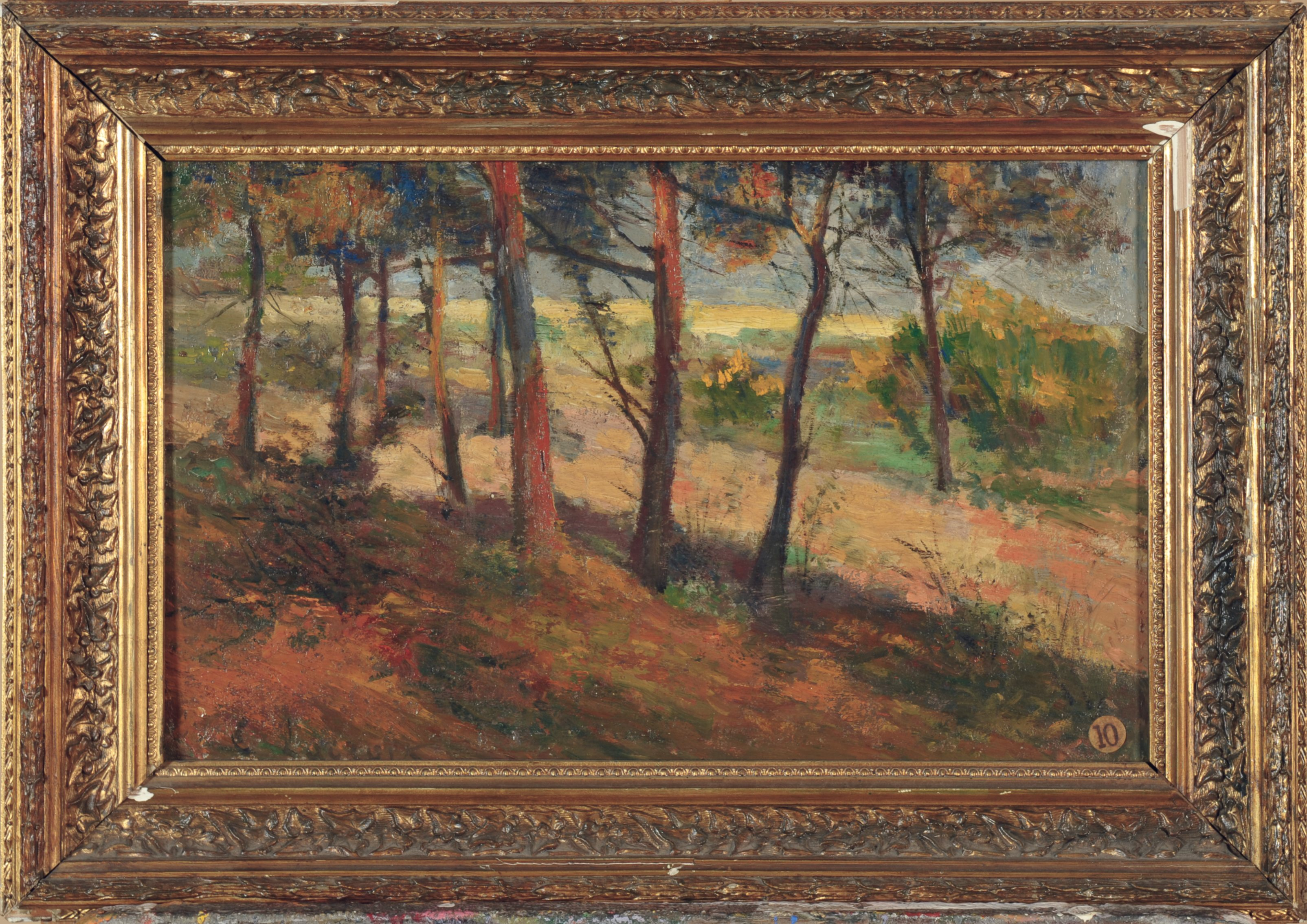
Bois de sapins (Clémence Michel, collectie: MoMuse)

## Collecties
De schilderijen La Traite, Femme mangeant dans la salle à manger du Musée Speekaert (1916) en Homme lisant dans le salon du Musée Speekaert (1916) zijn eigendom van de Brusselse gemeente Sint-Gillis. Bassin de Kattendijck à Anvers, Ancienne église Saint-Servais (1885) en Ancien château vert zijn eigendom van de Brusselse gemeente Schaarbeek. Ze kwamen in het bezit van de gemeente Schaarbeek omdat Clémence Michel ze na de Eerste Wereldoorlog heeft verkocht uit grote geldnood. Het schilderij Ancien château vert werd aankocht omwille van zowel zijn esthetische als documentaire waarde: het schilderij beeldt een verdwenen hoekje van Schaarbeek af. Ook de gemeente Sint-Jans-Molenbeek bezit een schilderij van Clémence Michel: Bois de sapins. Het bevindt zich in het museum MoMuse. De zeven werken van de gemeente Sint-Gillis, de gemeente Schaarbeek en de gemeente Sint-Jans-Molenbeek zijn opgenomen in de Inventaris van het Roerend Erfgoed van het Brussels Hoofdstedelijk Gewest.
Kattendijkdok in Antwerpen bevindt zich in de collectie van het Koninklijk Museum voor Schone Kunsten Antwerpen. Een ander werk, Havenzicht, is onderdeel van de collectie van het Stedelijk Museum Wuyts-Van Campen en Baron Caroly, dat in 2014 is opgegaan in het Stadsmuseum Lier. En La Route, bevindt zich in het Museum van Elsene.

## Tentoonstellingen
Gedurende dertig jaar heeft Clémence Michel regelmatig tentoongesteld bij Pour l'Art. Ze heeft deelgenomen aan onder andere Pour l'Art. XVIe Exposition Annuelle in 1908, Exposition Générale des Beaux-Arts / Salon Triennale in 1914 en het vijfentwintigste salon Pour l'Art in 1923. Haar schilderij Kattendijkdok in Antwerpen was te zien in onder andere de tentoonstelling De Schelde in de schilderkunst van midden 19de tot midden 20ste eeuw (Stedelijk Museum Sint-Niklaas, 1986).
- RKD-Nederlands Instituut voor Kunstgeschiedenis: 47292
- Union List of Artist Names: 500151317
- Virtual International Authority File: 190148704045236930393